# Takeshi Muramatsu
Takeshi Muramatsu (japanisch 村松 剛, Muramatsu Takeshi; geboren 23. März 1929 in der Präfektur Tokio; gestorben 17. Mai 1994) war ein japanischer Autor, Literaturkritiker und Kenner der französische Literatur.

## Leben und Wirken
Takeshi Muramatsu beendete 1954 sein Studium der französische Literatur und der Philosophie an der Universität Tokio. Während er an der Graduiertenschule arbeitete, veröffentlichte er Artikel über Kobayashi Hideo und Mishima Yukio  in dem von Yoshiyuki Junnosuke herausgegebenen Magazin „Sedai“ (世代) „Generation“ und wurde als aufstrebender Kritiker anerkannt.
Nachdem Muramatsu für das Magazin „Gendai hyōron“ (現代評論) gearbeitet hatte, begann er 1958 mit Endō Shūsaku das Magazin „Hihyō“ (批評) – „Kritik“ herauszugeben. Indem er den naturalistischen Realismus ablehnte und die ästhetische Struktur literarischer Werke betonte, begründete er eine Gesellschaftskritik aus einer kulturellen Perspektive. Aufgrund seines Interesses am Nationalsozialismus reiste Muramatsu 1961 nach Israel, um am Eichmann-Prozess teilzunehmen. 1962 nahm er als Beobachter am algerischen Unabhängigkeitskrieg teil und berichtete über die Entwicklung dort.
1965 folgte ein Auslandsstudium in den USA. Nachdem er 1969 Professor an der Rikkyō-Universität, 1970 als Professor an der Sangyō-Universität Kyōto gearbeitet hatte, wurde er 1974 Professor an der Tsukuba-Universität, die ihn 1992 als „Meiyo Kyōju“ verabschiedete. Anschließend war er an der Kyōrin-Universität tätig. 1969 war er Kandidat für den „Großer Preis für japanische Literatur“ mit seinem Werk „Hyōbu Pōru Varerī“ (評傅ポール・ヴァレリー) – „Über Paul Valéry“.
Muramatsu war bekannt als engagierter Kommentator, der sich mit sozialen Problemen befasste. 1976 gewann er den „Hirabayashi-Taiko-Literaturpreis“ für „Shi no Nihon bungaku-shi“ (死の日本文学史) „Geschichte der japanischen Todesliteratur“ und 1987 den Kikuchi-Kan-Preis für „Sameta honō ― Kido Takayoshi“ (醒めた炎―木戸孝允) „Erwachte Flamme – Kido Takayoshi“.
Zu Muramatsus weiteren Publikationen gehören „Arujeria sensen jūgun-ki“ (アルジェリア戦線従軍記) – „Aufzeichnungen von der algerischen Front“, sein oft auch im Westen zitiertes Werk „Mishima Yukio ― sono sei to shi“ (三島由紀夫―その生と死) – „Mishima Yukio – sein Leben und Sterben“, „Hyōden Andore Maruroo'“ (評伝アンドレ・マルロオ) – „André Malraux – eine kritische Biografie“. „Hihyō-teiō Godaigo tennō“ (帝王後醍醐天皇) – „König der Kritik Go-Daigo tennō“ und „Chi to suna no inori ― Chūtō no gendai-shi“ (血と砂の祈り―中東の現代史) – „Gebete aus Blut und Sand: Zeitgeschichte des Nahen Ostens“.
Muramatsu war auch als Übersetzer tätig und übersetzte u. a. Robert Merle, François Fejtő, François Mauriac, André Richard. Er wurde mit dem Orden des Heiligen Schatzes 3. Klasse geehrt.
Die Schauspielerin Eiko Muramatsu (村松 英子, geboren 1938) ist seine jüngere Schwester.